# Vale do Rio Guaribas
A região Vale do Rio Guaribas é uma dos doze Territórios de Desenvolvimento do Piauí, regiões criadas pela Lei Complementar Nº 87/2007 e ratificadas pela Lei 6.967/2017 , em que se dividem o estado para fins de planejamento político/administrativo e implementação de projetos intermunicipais entre localidades dentro do mesmo polo, além de fornecer dois assentos para os Conselhos do Governo do Piauí..

## Municípios
Municipalidades listadas em ordem alfabética:
- Alagoinha do Piauí
- Alegrete do Piauí
- Aroeiras do Itaim
- Bocaina
- Campo Grande do Piauí
- Dom Expedito Lopes
- Francisco Santos
- Fronteiras
- Geminiano
- Itainópolis
- Monsenhor Hipólito
- Paquetá
- Picos
- Pio IX
- Santana do Piauí
- Santo Antônio de Lisboa
- São João da Canabrava
- São José do Piauí
- São Julião
- São Luís do Piauí
- Sussuapara
- Vera Mendes
- Vila Nova do Piauí

Os municípios deste território se localizam todos na Região Geográfica Imediata de Picos, utilizada para fins estatísticos do IBGE  e no passado faziam parte da Microrregião de Picos, Microrregião de Pio IX e Microrregião do Alto Médio Canindé..